# ساعة منبهة
الساعة المنبهة أو المنبه هي ساعة مصممة لتنبيه فرد أو مجموعة من الافراد في وقت محدد. الوظيفة الرئيسية لهذا النوع من الساعات هي إيقاظ الناس من نومهم العميق أو القيلولة كما أنها تستخدم احيانا للتذكير أيضا.

## أكثر الأصوات استخداما
قد يستخدم البعض الصوت أو الاهتزاز، ومعظم الساعات المنبهة تكون مزودة بحساسات لتحديد إذا كان الشخص في طور النوم الخفيف، وذلك لتجنب ايقاظ النائم إذا كان في طور النوم العميق مما يسبب الإرهاق. حتى لو حصل الشخص على القدر الكافي من النوم. لإيقاف الوميض الضوئي أو الصوت يجب الضغط على الزر أو المقبض الموجود على الساعة بالإضافة إلى أن أغلب الساعات المنبهة تتوقف تلقائيا عن إصدار الوميض أز الصوت بعد مرور فترة كافية في حال عدم إطفاء المنبه. الساعات المنبهة التقليدية تختوي على قرص إضافي يتم من خلاله تحديد وقت التنبيه كما توجد الساعات المنبهة في الهواتف المحمولة وساعات اليد والحواسيب أيضا.
تحتوي العديد من الساعات المنبهة على مستقبلات لاسلكية التي يمكن ضبطها لبدء التنبيه في أوقات محددة وتعرف باسم المنبهات اللاسلكية. معظم الساعات المنبهة تتيح ضبط منبهات متعددة مما يجعلها مفيدة للأزواج الذين تختلف أوقات استيقاظهم. الساعات المنبهة الحديثة التي تعتبر جديدة في الاسواق يمكن من خلالها ضبط ساعات منبهة مختلفة في أوقات مختلفة وتشغيل الموسيقى التي يختارها المستخدم.
معظم اجهزة التلفاز الحديثة والهواتف المحمولة وساعات اليد الرقمية لها وظائف الساعات المنبهة لتفعيل أو إصدار اصوات في اوقات محددة

## أنواع الساعات المنبهة

### ساعات المنبه التقليدية
تحتوي الساعات المنبهة الالية التقليدية على جرس واحد أو اثنان يرن من خلال النابض الرئيسي الذي يعمل دفع المطرقة  ذهابا وايابا بين الجرسين أو بين الجانبين الداخليين للجرس الواحد.
في بعض التصاميم يقوم الغطاء الخلفي بعمل المنبه. في الساعات المنبهة الحديثة (الأجراس الإلكترونية) يسند الجرس بواسطة دوائر مغناطيسية وهياكل دعامية تقوم بتشغيل الدوائر واطفائها مرارا وتكرارا.

### الساعات المنبهة الرقمية
يمكن للساعات المنبهة الرقمية إصدار أنواع أخرى من الضوضاء وتقوم الساعات المنبهة البسيطة ذات البطاريات بإصدار ضوضاء الطنين المتصاعد أو صوت التصفير لإيقاظ النائم بينما بإمكان الساعات حديثة العهد إصدار الكلمات أو الضحك أو الغناء أو حتى إصدار اصوات الطبيعة.

## التاريخ
قيل أن الفيلسوف الإغريقي بلاتو في السنة 428 – 348 ما قبل الميلاد كان يملك ساعة مائية كبيرة مزودة بإشارة تنبيه غير محددة تشبه صوت ضخ الماء قائلين باحتمالية انه استخدمها ليلا ليشير إلى بداية محاضراته عند بزوغ الفجر.
قام مهندس الهلنستية (فترة الهلنستية كانت ما بين موت الكسندر العظيم في سنة 323 ما قبل الميلاد وظهور الإمبراطور رومان كدليل على معركة اكتيوم في سنة 31 ما قبل الميلاد و (المخترع ستيسيبيوس) مخترع اغريقي من سنة 222-285 ما قبل الميلاد) بتجهيز جهاز كليبسايدرا - وهو جهاز قديم يستخدم لتحديد الوقت عن طريق تدفق المياه - الخاص به والذي قد يكون مصنوعا لإسقاط الحصى على الجرس أو النفخ في الابواق بواسطة اجبار اناء الجرس بالسقوط في الماء واخذ الهواء المضغوط من خلال ضرب القصبة في اوقات محددة مسبقا.
ادعى الإمبراطور الروماني القديم كاسيودوروس سنة 585-485 ما قبل الميلاد في كتابه «قواعد الحياة الرهبانية، ان الساعة المائية مفيدة لجنود المسيح» فصل الخطيب المسيحي بروسوبيوس قبل الميلاد ب529 سنة عن الساعة القارعة العامة في مدينة غزة والتي تمتاز بكونها تقرع جرسا كل ساعة وتتحرك أرقامها ليلا ونهارا تلقائيا.
في الصين،  قام الراهب والمخترع البوذي يي شينغ بصنع ساعة قارعة في سنة 683 – 727، وقام المهندسين الصينيين تشانغ سيشون وسو سونغ بدمج آليات الساعة القارعة مع الساعة الفلكية في القرنين العاشر والحادي عشر تواليا. كانت الساعة القارعة خارج الصين عبارة عن برج ساعة يعمل بالطاقة المائية بالقرب من جامع بني أمية الكبير في دمشق في سوريا وتقرع جرسا مرة واحدة كل ساعة كما تم إنشاء برج الساعة بواسطة المهندس العربي الخيرزاني في سنة 1154
في سنة 1235، تعمل ساعة منبهة هائلة بالطاقة المائية وتعلن عن الاوقات المحددة للصلاة في الليل أو في النهار،  وتم انشاؤها في قاعة الدخول في الجامعة المستنصرية في بغداد
معظم ابراج الساعة في أوروبا الغربية قادرة على القرع يوميا في ساعات محددة في بداية القرن الرابع عشر. في عام 1319، وصف الكاتب الإيطالي دانتي ألغييبري (نشأ في فلورنسا) أحد هذه الابراج.
أشهر هذه الابراج الموجودة حاليا هو برج الساعة سان ماركو الموجود في ميدان سان ماركو في مدينة البندقية وقام بتجميعها صانع الساعات المشهور جان كارلو رانييري في مدينة ريدجو ايميليا (إيطاليا الشمالية) في عام 1493 ميلاديا.في حين قام والده جان باولو رانييري بإنشاء جهاز مشهور آخر في عام 1481. وفي سنة 1497 ميلاديا قام سايمون كامباناتو بتصميم الجرس العظيم الذي يبلغ طوله 1.56 متر وقطر دائرته يبلغ 1.27 متر، وتم وضعه في علوية البرج بدلا من ان يقرعه تمثال زوج المغاربة (تمثالان نحاسيان يحملان مطرقة يبلغ طوليهما 2.60 متر).
تعود الساعات المنبهة الآلية القابلة للضبط من قبل المستخدم إلى القرن الخامس عشر على الاقل في أوروبا. هذه الساعات المنبهة القديمة لها حلقة من الثقوب في قرص الساعة ويتم ضبطها من خلال وضع الدبوس في الثقب المناسب.
صنعت أول ساعة منبهة أمريكية بواسطة ليفي هوتشينز من نيوهامشاير في الولايات المتحدة. في عام 1787 ميلاديا، قام هوتشينز بصنعها لنفسه فقط في أول مرة، كانت الساعة ترن فقط عند الساعة الرابعة صباحا بغرض إيقاظه للعمل. المخترع الفرنسي انطوان ريدييه هو أول من حصل على براءة اختراع للساعة المنبهة الالية القابلة للتعديل في سنة 1817. الساعات المنبهة كمختلف السلع المستعملة في الولايات المتحدة،  انقطعت صناعتها في ربيع 1942 ميلاديا، حيث تحولت صناعات المصانع التي كانت تنتجها إلى صناعة الموارد الحربية خلال فترة الحرب العالمية الثانية، لكنها كانت واحدة من السلع التي استؤنف تصنيعها للاستخدام المدني في نوفمبر 1944 ميلاديا.  بحلول ذلك الوقت تطور النقص الحاد في الساعات المنبهة بسبب انهيار الساعات القديمة. كانوا اصحاب العمل يتأخرون أو يفوتون مناوباتهم في العمل مما أثر على جهودهم الحربية.
سمح للعديد من شركات الساعات في مجمع الإدارة الذي سيشرف عليه مكتب إدارة الأسعار ببدء إنتاج ساعات جديدة، بعضها كان استمرارًا لتصاميم ما قبل الحرب وبعضها الآخر كانت تصاميم جديدة. وهكذا أصبحت من بين السلع التي تم إنتاجها بعد الحرب بالرغم من أن الحرب مازالت قائمة. لازال مكتب إدارة الاسعار ينظم وبدقة اسعار هذه الساعات.
أول ساعة راديو تم اختراعها كانت بواسطة جيمس رينولدز وفي سنة 1940، تم تصميم اختراع آخر من قبل بول سكروث.

## ساعة الراديو

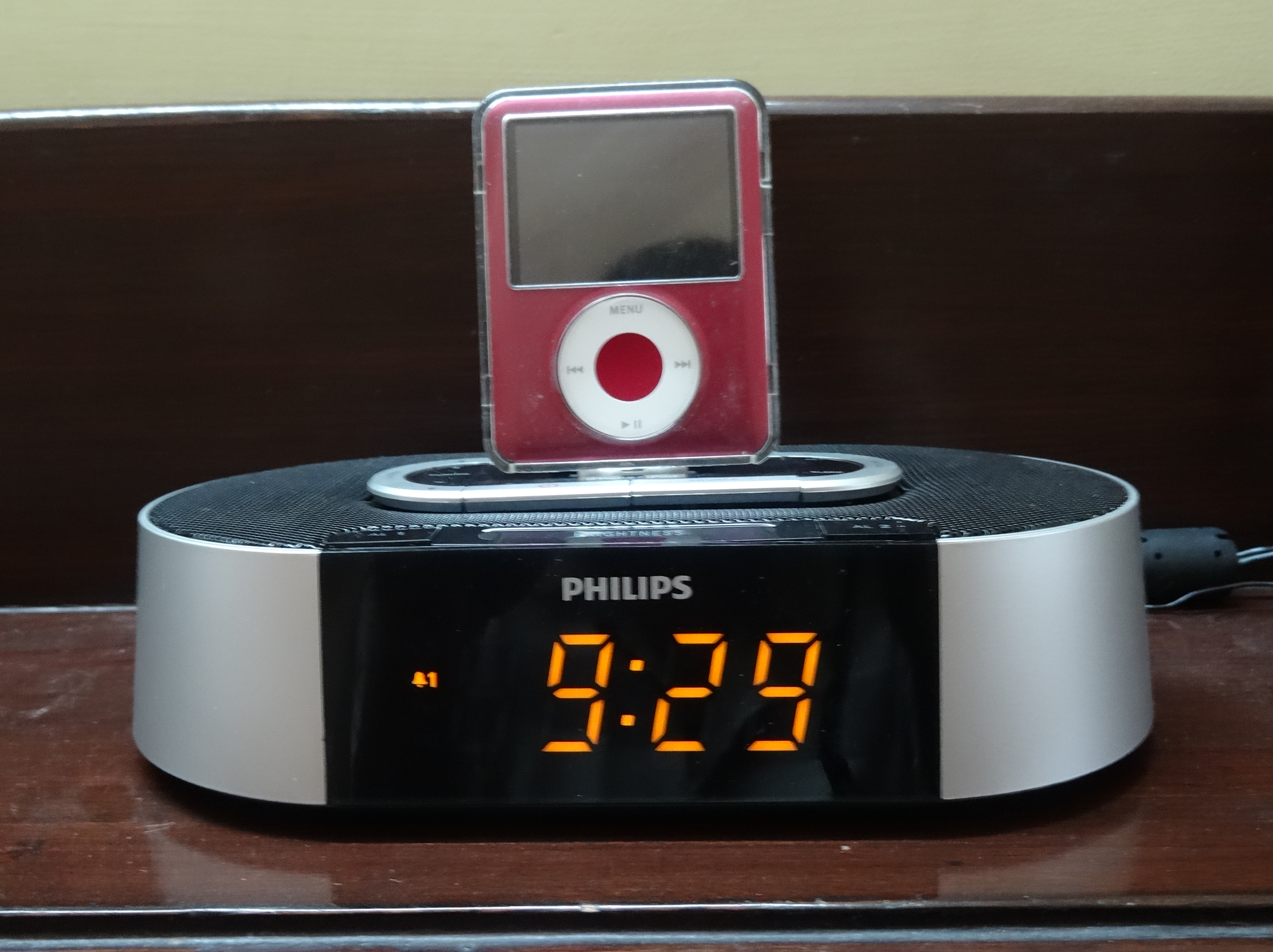
ساعة راديو حديثة توظف جهاز الراديو وجهاز الرنين في آن واحد.

ساعة الراديو هي عبارة عن منبه وجهاز راديو في جهاز واحد. قد تقوم الساعة بتشغيل الراديو في وقت محدد لإيقاظ المستخدم، ومن الممكن انها تحتوي على صفارة أيضا وعادة ما يتم وضعها بجانب السرير. كما تتيح بعض التصاميم الاستخدام المزدوج للساعة كمنبه عادي ومنبه الغفوة. زر كبير موجود في علوية الساعة يقوم بإيقاف رنين المنبه ويقوم بنفس الوقت بضبط المنبه بعد دقائق معدودة من الإيقاف. بعض ساعات الراديو تحتوي على مؤقت النوم أيضا والذي يقوم بتشغيل الموسيقى من الراديو ويقوم بتوقيتها لفترة من الوقت (عادة ما تكون لمدة ساعة واحدة). هذه الميزة تناسب الاشخاص الذين يفضلون النوم في حين ان الراديو على قيد التشغيل.
بالإضافة إلى الراديو، ساعات الراديو تحتوي على اجهزة الموسيقى مثل الايبود والايفون والاقراص الصوتية المدمجة.
يمكن للمنبه عندما يكون مفعلًا تشغيل قناة الراديو المختارة أو تشغيل الموسيقى من خلال أحد مصادر الموسيقى لايقاظ النائم.
هذا النوع من الساعات عادة ما يأتي مع حامل للهاتف المحمول (ايفون أو ايبود) التي تقوم بشحن الجهاز لحظة تواجده على الحامل.
هذه الساعات يمكنها تشغيل قنوات راديو اف ام / أي ام، ايبود أو ايفون أو قرص مدمج كمشغل قياسي للموسيقى أيضا بدون تفعيل المنبه. تتيح بعض التصاميم الرائجة ميزة اصوات الطبيعة كالمطر والغابة والنار والبحر والشلال، إلخ
بدلا من صوت الصفارة.
ساعة راديو منبهة حديثة تتميز بوجود جهاز ايبود وجهاز راديو يعملان كجهاز منبه.
ساعات الراديو مدعمة بواسطة طاقة المجمّع من قابس الكهرباء   في حالة انقطاع الكهرباء الساعات المنبهة الرقمية القديمة تقوم بإعادة ضبط الوقت إلى منتصف الليل (00:00) وتفقد إعدادات ضبط المنبه مما قد يتسبب في اطلاق انذار المنبه بالخطأ حتى في حالة عودة الكهرباء. ولحل هذه المشكلة قاموا بإشارة الوقت إلى (00.01) بعد إعادة ضبطها وهذا على الاقل يسمح للمستخدم بضبط اعدادات الوقت والمنبه بشكل صحيح.
معظم ساعات الراديو التي أُنتجت مؤخرا تستخدم البطاريات للحفاظ على اعدادات المنبه والوقت ومعظم ساعات الراديو المتقدمة (بخلاف تلك المزودة بقنوات راديو اف ام / أي ام) لديها ميزة تحديد وضبط الوقت تلقائيا باستخدام الإشارات الصادرة من محطات التوقيت العالمية ما يجعل تحديد الوقت دقيقا ويمنع تأثير انقطاع الكهرباء عليها.

## الساعات المنبهة والتقنية

### الساعات المنبهة في الحواسيب
تطورت أنظمة تشغيل الساعات المنبهة في الحواسيب الشخصية حيث يعمل الحاسب الالي كمنبه من خلال صفحات المواقع الالكترونية ما يسمح بعدد لا نهائي من الساعات المنبهة.

### الساعات المنبهة في الهواتف المحمولة
تتميز معظم اجهزة الهواتف المحمولة بساعات منبهة مدمجة لا تحتاج إلى تشغيل الهاتف لإيقاف رنين المنبه، بعض هذه
تتيح الهواتف للمستخدم ميزة اختيار نغمات رنين المنبه، وفي بعض الحالات يمكن تحميل الموسيقى وضبطها كنغمة المنبه للاستيقاظ.

## الجيل الجديد من الساعات المنبهة
أظهرت الدراسات العلمية الحديثة التي اجريت في النوم ان مرحلة النوم التي وصلها النائم عند الاستيقاظ تعد عاملا مهما في تضخيم القصور الذاتي والحسي والادراكي الذي يظهر مباشرة بعد النوم.
ظهرت الساعات المنبهة التي تشمل شاشة تعقب لمستويات النوم في الاسواق مع بدايات عام 2005 ميلاديا، هذا النوع من الساعات المنبهة يستخدم تقنيات الاستشعار لإيقاظ الناس من النوم، تقنية المحاكاة الفجرية (تعمل على إيقاظ النائم قبل الوقت المحدد كمنبه بفترة تتراوح ما بين 30 دقيقة إلى ساعتين) هي تقنية تعنى بتقليل هذه الآثار.
يمكن للنائمين ان يعتادوا على اصوات ساعاتهم المنبهة في حالة انهم يستخدمونها لفترة من الوقت، مما يجعل تأثيرها يتضاءل.
بسبب تقدم طريقة عمل المنبهات تعقدت أساليب الاستيقاظ، فأصبح بإمكانهم ردع هذا التكيف من خلال جعل الجسم يتكيف على أكثر من مجرد اصوات التنبيه البسيطة.

## إشارات التنبيه لمن يعاني منضعف السمع
الصم أو ضعاف السمع عادة ما يكونوا غير قادرين على إدراك الأصوات خلال نومهم، ما قد يجعلهم يستخدمون منبهات مخصصة، بما في ذلك المنبهات الوميضية (الضوئية) بدلا من أو بجانب الأصوات. كما يوجد أيضا المنبهات القابلة للاتصال بأجهزة الاهتزاز (أجهزة صغيرة توضع بداخل الوسادات أو أجهزة كبيرة توضع أسفل مرتبة السرير لهز السرير)

## المؤقت الكهربائي
المؤقت الكهربائي يمكن أن يستخدم لتشغيل أي شيء قد يوقظ النائم، ومن الممكن أن يعمل كمنبه أو أضواء أو أجراس أو حتى قنوات الراديو والتلفاز قد تستعمل بسهولة. من أكثر الأجهزة الدقيقة المستخدمة كالتي تقوم بإعداد الشاي أو القهوة تلقائيا وتقوم بإصدار صوت عندما يصبح المشروب جاهزا فيستيقظ النائم ليجد مشروبه الطازج المتخمر ينتظره.

تظهر الساعة المنبهة كشعار لمؤتمر الحزب القومي في الهند